# Buket Alue Puteh
Buket Alue Puteh is een bestuurslaag in het regentschap Aceh Utara van de provincie Atjeh, Indonesië. Buket Alue Puteh telt 178 inwoners (volkstelling 2010).